# James Harbord
James Guthrie Harbord est un lieutenant général de l'armée des États-Unis. Il est aussi président et membre du conseil d'administration de RCA.
Harbord est né le 21 mars 1866 à Bloomington dans l'Illinois. Il a grandi à Bushong et à Manhattan dans le Kansas. Il est diplômé du Collège agricole de l'état du Kansas en 1886, il devient enseignant au collège pendant deux ans. En 1889, il s'engage dans l'armée. Il meurt le 20 août 1947 à Rye dans l'État de New York.

## Carrière dans l'armée des États-Unis
Harbord fait partie des troupes d'occupation de Cuba après la guerre Hispano-américaine. Il est ensuite chef adjoint de la police aux Philippines de 1903 à 1909 et à nouveau de 1910 à 1913. En 1916, il participe avec le général Pershing à la recherche de Pancho Villa le long de la frontière mexicaine.
En 1917, lors de l'entrée en guerre des États-Unis, il devient chef d'état major de Pershing, il est promu au grade de brigadier général. Il reçoit le commandement de la 4e brigade de marines au sein de la 2e division d'infanterie avant de diriger cette dernière. Il participe aux batailles de Château-Thierry et du Bois Belleau. À partir d'août, il est chargé de la logistique. À la fin de la guerre, il est nommé major général et est décoré de la Distinguished Service Medal.
En 1919, il est envoyé en mission diplomatique au Moyen-Orient par le président Wilson pour vérifier la faisabilité de la Déclaration Balfour.

## Carrière chez RCA
En 1922 Harbord quitte ses fonctions militaires pour devenir président de Radio Corporation of America. Au cours de ces années de présidence, il crée NBC en 1926 et favorise l'émergence d'émissions de télévision. En 1928, sous sa gouvernance, la RCA est l'une des quatre sociétés qui créent RKO Pictures.
Il prend ensuite un congé pour faire campagne pour Herbert Hoover à la présidence. Il quitte son poste en 1930, mais reste président du conseil d'administration jusqu'en 1947. Il est enterré au cimetière national d'Arlington.